# Gle Meundong
Gle Meundong is een bestuurslaag in het regentschap Bireuen van de provincie Atjeh, Indonesië. Gle Meundong telt 653 inwoners (volkstelling 2010).